# Rorippa sodalis
Rorippa sodalis är en korsblommig växtart som beskrevs av Zapal. Rorippa sodalis ingår i släktet fränen, och familjen korsblommiga växter. Inga underarter finns listade i Catalogue of Life.